# Calcul félicifique
Le calcul félicifique est un algorithme formulé par le philosophe utilitariste Jeremy Bentham pour calculer le degré ou la quantité de plaisir (satisfaction) qu’une action est susceptible de provoquer. Ce calcul relève de la philosophie utilitariste selon laquelle une action doit être évaluée selon la satisfaction (ou l'utilité) qu'elle génère. 

## Concept
Jeremy Bentham est un philosophe utilitariste. Soutenant une forme d'hédonisme éthique, il considère que le caractère bon ou mauvais d'une action, d'un point de vue moral, est défini par le degré de plaisir ou de peine qu’elle induit. En effet, selon Bentham, « la nature a placé l'humanité sous l'autorité de deux maîtres absolus : le plaisir et la douleur » : échapper à l'un signifie se réfugier dans l'autre.
Le calcul félicifique doit permettre, dans sa théorie, de déterminer le statut moral de n’importe quelle action. Il ne s'agit pas que d'une somme arithmétique des plaisirs et des peines, mais un système d'évaluation du bien et du mal générés par une action. Toutefois, chaque plaisir peut être évalué selon une note. 
Ce calcul est réalisé, selon Bentham, par tout un chacun de manière intuitive. Par nature, les hommes sont enclins à maximiser leurs satisfactions et à minimiser leurs malheurs.
Plusieurs variables, appelées « circonstances » par Bentham, sont incluses dans le calcul :
- Intensité : quelle est la force du plaisir ?
- Durée : combien de temps le plaisir dure-t-il ?
- Certitude ou incertitude : à quel point est-il certain ou non que le plaisir aura lieu ?
- Proximité ou éloignement : le plaisir aura-t-il lieu bientôt ou dans longtemps ?
- Fécondité : la probabilité que l’action soit suivie de sensations du même type ;
- Pureté : la probabilité qu’elle ne soit pas suivie de sensations opposées ;
- Étendue : combien de personnes sont-elles affectées ?